# Дискография The Cars
Дискография американской рок-группы The Cars включает семь студийных альбомов, восемь сборников, четыре видеоальбома и 25 синглов. Возникшая в Бостоне в 1976 году группа состояла из Рика Окасека (ритм-гитара/вокал), Бенджамина Орра (бас-гитара/вокал), Эллиота Истона (соло-гитара), Грега Хоукса (клавишные), и Дэвида Робинсона (ударные). The Cars продали более 23 миллионов альбомов в Соединённых Штатах и выпустили 13 синглов, попавших в Топ-40. В 2018 году группа была включена в Зал славы рок-н-ролла.

## Альбомы

### Студийные альбомы
| Название                                                                              | Детали                                                                           | Наивысшая позиция в чарте | Наивысшая позиция в чарте | Наивысшая позиция в чарте | Наивысшая позиция в чарте | Наивысшая позиция в чарте | Наивысшая позиция в чарте | Наивысшая позиция в чарте | Наивысшая позиция в чарте | Наивысшая позиция в чарте | Наивысшая позиция в чарте | Сертификации (порог продаж)                                                    |
| Название                                                                              | Детали                                                                           | US                        | AUS                       | CAN                       | GER                       | JPN                       | NL                        | NZ                        | SWE                       | SWI                       | UK                        | Сертификации (порог продаж)                                                    |
| ------------------------------------------------------------------------------------- | -------------------------------------------------------------------------------- | ------------------------- | ------------------------- | ------------------------- | ------------------------- | ------------------------- | ------------------------- | ------------------------- | ------------------------- | ------------------------- | ------------------------- | ------------------------------------------------------------------------------ |
| The Cars                                                                              | - Выпущен: 6 июня, 1978 - Лейбл: Elektra - Форматы: LP, кассета, 8-track         | 18                        | 35                        | 50                        | —                         | —                         | —                         | 5                         | —                         | —                         | 29                        | - US: 6× Платиновый - AUS: 2× Платиновый - UK: Серебряный - CAN: 2× Платиновый |
| Candy-O                                                                               | - Выпущен: 13 июня, 1979 - Лейбл: Elektra - Форматы: LP, кассета, 8-track        | 3                         | 7                         | 4                         | —                         | —                         | —                         | 6                         | —                         | —                         | 30                        | - US: 4× Платиномый                                                            |
| Panorama                                                                              | - Выпущен: 15 августа, 1980 - Лейбл: Elektra - Форматы: LP, кассета, 8-track     | 5                         | 19                        | 10                        | —                         | 69                        | —                         | 14                        | —                         | —                         | —                         | - US: Платиновый - CAN: Платиновый                                             |
| Shake It Up                                                                           | - Выпущен: 6 ноября, 1981 - Лейбл: Elektra - Форматы: LP, кассета, 8-track       | 9                         | 20                        | 7                         | —                         | —                         | 40                        | 12                        | —                         | —                         | —                         | - US: 2× Платиновый - CAN: Платиновый                                          |
| Heartbeat City                                                                        | - Выпущен: 13 марта, 1984 - Лейбл: Elektra - Форматы: CD, LP, кассета, 8-track   | 3                         | 15                        | 5                         | 15                        | 22                        | 41                        | 1                         | 26                        | 20                        | 25                        | - US: 4× Платиновый - UK: Золотой                                              |
| Door to Door                                                                          | - Выпущен: 25 августа, 1987 - Лейбл: Elektra - Форматы: CD, LP, кассета, 8-track | 26                        | 26                        | 19                        | 57                        | 32                        | —                         | 10                        | 29                        | 20                        | 72                        | - US: Золотой                                                                  |
| Move Like This                                                                        | - Выпущен: 10 мая, 2011 - Лейбл: Hear Music - Форматы: CD, LP, цифровая загрузка | 7                         | —                         | 22                        | —                         | —                         | —                         | —                         | —                         | —                         | —                         |                                                                                |
| «—» обозначает, что запись не попала в чарты или не была выпущена на этой территории. |                                                                                  |                           |                           |                           |                           |                           |                           |                           |                           |                           |                           |                                                                                |

### Концертные альбомы
| Название               | Детали                                                           |
| ---------------------- | ---------------------------------------------------------------- |
| Live at the Agora 1978 | - Выпущен: 22 апреля, 2017 - Лейбл: Elektra, Rhino - Форматы: LP |

### Сборники
| Название                                          | Детали                                                                             | Наивысшая позиция в чарте | Наивысшая позиция в чарте | Наивысшая позиция в чарте | Наивысшая позиция в чарте | Наивысшая позиция в чарте | Наивысшая позиция в чарте | Сертификации (порог продаж)                            |
| Название                                          | Детали                                                                             | US                        | AUS                       | CAN                       | JPN                       | NZ                        | UK                        | Сертификации (порог продаж)                            |
| ------------------------------------------------- | ---------------------------------------------------------------------------------- | ------------------------- | ------------------------- | ------------------------- | ------------------------- | ------------------------- | ------------------------- | ------------------------------------------------------ |
| Greatest Hits                                     | - Выпущен: 25 октября, 1985 - Лейбл: Elektra - Форматы: CD, LP, кассета, 8-track   | 12                        | 3                         | 21                        | 72                        | 2                         | 27                        | - AUS: 4× Платиновый - US: 6× Платиновый - UK: Золотой |
| Just What I Needed: The Cars Anthology            | - Выпущен: 7 ноября, 1995 - Лейбл: Elektra - Форматы: 2xCD, 2xКассета              | —                         | —                         | —                         | —                         | —                         | —                         |                                                        |
| Shake It Up & Other Hits                          | - Выпущен: 19 июня, 2001 - Лейбл: Elektra/Rhino - Форматы: CD                      | —                         | —                         | —                         | —                         | —                         | —                         |                                                        |
| Complete Greatest Hits                            | - Выпущен: 19 февраля, 2002 - Лейбл: Elektra/Rhino - Форматы: CD, кассета          | 32                        | 65                        | 55                        | —                         | 10                        | —                         | - AUS: Золотой                                         |
| The Essentials                                    | - Выпущен: 30 августа, 2005 - Лейбл: WEA International - Форматы: CD               | —                         | —                         | —                         | —                         | —                         | —                         |                                                        |
| Classic Tracks                                    | - Выпущен: ноябрь, 2008 - Лейбл: Elektra/Rhino - Форматы: CD - Ограниченный выпуск | —                         | —                         | —                         | —                         | —                         | —                         |                                                        |
| Greatest Hits & More                              | - Выпущен: 2008 - Лейбл: Timeless Media Group - Форматы: CD                        | —                         | —                         | —                         | —                         | —                         | —                         |                                                        |
| Moving in Stereo: The Best of The Cars            | - Выпущен: 6 мая 2016 - Лейбл: Rhino - Форматы: CD, 2xLP, цифровая загрузка        | —                         | —                         | —                         | —                         | —                         | —                         |                                                        |
| "—" обозначает релизы, которые не попали в чарты. |                                                                                    |                           |                           |                           |                           |                           |                           |                                                        |

### Бокс-сеты
| Название                           | Детали                                                                              |
| ---------------------------------- | ----------------------------------------------------------------------------------- |
| Original Album Series              | - Выпущен: 1 марта 2010 - Лейбл: Rhino - Форматы: 5xCD                              |
| Studio Album Collection: 1978–1987 | - Выпущен: 16 марта, 2014 - Лейбл: Elektra/Rhino - Форматы: цифровая загрузка       |
| The Elektra Years 1978–1987        | - Выпущен: 11 марта, 2016 - Лейбл: Elektra - Форматы: 6xCD, 6xLP, цифровая загрузка |

## Синглы
| Название                                          | Год  | Наивысшая позиция в чарте | Наивысшая позиция в чарте | Наивысшая позиция в чарте | Наивысшая позиция в чарте | Наивысшая позиция в чарте | Наивысшая позиция в чарте | Наивысшая позиция в чарте | Наивысшая позиция в чарте | Наивысшая позиция в чарте | Наивысшая позиция в чарте | Сертификации (порог продаж) | Альбом                      |
| Название                                          | Год  | US                        | US Rock                   | AUS                       | CAN                       | FRA                       | GER                       | NL                        | NZ                        | SWE                       | UK                        | Сертификации (порог продаж) | Альбом                      |
| ------------------------------------------------- | ---- | ------------------------- | ------------------------- | ------------------------- | ------------------------- | ------------------------- | ------------------------- | ------------------------- | ------------------------- | ------------------------- | ------------------------- | --------------------------- | --------------------------- |
| "Just What I Needed"                              | 1978 | 27                        | —                         | 96                        | 38                        | 4                         | —                         | —                         | 38                        | —                         | 17                        |                             | The Cars                    |
| "My Best Friend's Girl"                           | 1978 | 35                        | —                         | 67                        | 55                        | —                         | —                         | 40                        | —                         | —                         | 3                         |                             | The Cars                    |
| "Good Times Roll"                                 | 1979 | 41                        | —                         | —                         | 74                        | 5                         | —                         | —                         | —                         | —                         | —                         |                             | The Cars                    |
| "Let’s Go"                                        | 1979 | 14                        | —                         | 6                         | 5                         | —                         | —                         | —                         | 40                        | —                         | 51                        |                             | Candy-O                     |
| "It’s All I Can Do"                               | 1979 | 41                        | —                         | —                         | 17                        | —                         | —                         | —                         | —                         | —                         | —                         |                             | Candy-O                     |
| "Double Life"                                     | 1979 | —                         | —                         | —                         | —                         | —                         | —                         | —                         | —                         | —                         | —                         |                             | Candy-O                     |
| "Touch and Go"                                    | 1980 | 37                        | —                         | 62                        | 16                        | 2                         | —                         | —                         | 42                        | —                         | —                         |                             | Panorama                    |
| "Don’t Tell Me No"                                | 1980 | —                         | —                         | —                         | —                         | —                         | —                         | —                         | —                         | —                         | —                         |                             | Panorama                    |
| "Gimme Some Slack"                                | 1981 | —                         | —                         | —                         | —                         | —                         | —                         | —                         | —                         | —                         | —                         |                             | Panorama                    |
| "Shake It Up"                                     | 1981 | 4                         | 2                         | 10                        | 7                         | 10                        | —                         | 48                        | 26                        | —                         | —                         |                             | Shake It Up                 |
| "Since You’re Gone"                               | 1982 | 41                        | 24                        | —                         | —                         | 10                        | —                         | —                         | —                         | —                         | 37                        |                             | Shake It Up                 |
| "Victim of Love"                                  | 1982 | —                         | 39                        | —                         | —                         | —                         | —                         | —                         | —                         | —                         | —                         |                             | Shake It Up                 |
| "Think It Over"                                   | 1982 | —                         | —                         | —                         | —                         | —                         | —                         | —                         | —                         | —                         | —                         |                             | Shake It Up                 |
| "You Might Think"                                 | 1984 | 7                         | 1                         | 24                        | 8                         | —                         | —                         | 49                        | 27                        | 20                        | 88                        |                             | Heartbeat City              |
| "Magic"                                           | 1984 | 12                        | 1                         | 96                        | 14                        | 10                        | —                         | —                         | 50                        | —                         | —                         |                             | Heartbeat City              |
| "Drive"                                           | 1984 | 3                         | 3                         | 10                        | 6                         | 9                         | 4                         | 12                        | 5                         | 15                        | 4 [A]                     | - BPI: Золотой              | Heartbeat City              |
| "Hello Again"                                     | 1984 | 20                        | 22                        | 52                        | 42                        | 4                         | 27                        | —                         | 12                        | —                         | —                         |                             | Heartbeat City              |
| "Why Can’t I Have You"                            | 1985 | 33                        | 11                        | —                         | 90                        | —                         | —                         | —                         | —                         | —                         | —                         |                             | Heartbeat City              |
| "Heartbeat City"                                  | 1985 | —                         | —                         | 75                        | —                         | —                         | —                         | —                         | —                         | —                         | 78                        |                             | Heartbeat City              |
| "Tonight She Comes"                               | 1985 | 7                         | 1                         | 16                        | 36                        | —                         | —                         | —                         | 20                        | —                         | 79                        |                             | Greatest Hits               |
| "I’m Not the One" (remix)                         | 1986 | 32                        | 29                        | 75                        | 82                        | —                         | —                         | —                         | —                         | —                         | —                         |                             | Greatest Hits (Shake It Up) |
| "You Are the Girl"                                | 1987 | 17                        | 2                         | 69                        | 33                        | —                         | —                         | —                         | 30                        | —                         | —                         |                             | Door to Door                |
| "Strap Me In"                                     | 1987 | 85                        | 4                         | —                         | —                         | —                         | —                         | —                         | —                         | —                         | —                         |                             | Door to Door                |
| "Coming Up You"                                   | 1988 | 74                        | —                         | —                         | —                         | —                         | —                         | —                         | —                         | —                         | —                         |                             | Door to Door                |
| "Sad Song"                                        | 2011 | —                         | 33                        | —                         | —                         | —                         | —                         | —                         | —                         | —                         | —                         |                             | Move Like This              |
| "—" обозначает релизы, которые не попали в чарты. |      |                           |                           |                           |                           |                           |                           |                           |                           |                           |                           |                             |                             |

- A^ "Drive" первоначально достигла 5-го места в Великобритании в 1984 году, но вновь вошла в чарт в 1985 году после того, как была использована для документальных съёмок во время Live Aid, на этот раз достигнув 4-го места.

## Видео

### Видеоальбомы
| Название                                          | Детали                                                                                         | Наивысшая позиция в чарте | Наивысшая позиция в чарте |
| Название                                          | Детали                                                                                         | US                        | UK                        |
| ------------------------------------------------- | ---------------------------------------------------------------------------------------------- | ------------------------- | ------------------------- |
| Heartbeat City                                    | - Выпущен: Сентябрь 1984 - Лейбл: Warner Home Video - Форматы: VHS, Betamax, LaserDisc         | 10                        | 16                        |
| Live 1984–1985                                    | - Выпущен: Октябрь 1985 - Лейбл: Vestron Music Video - Форматы: VHS, Betamax, VHD, LaserDisc   | —                         | 28                        |
| The Cars Live                                     | - Выпущен: 24 октября, 2000 - Лейбл: Rhino Home Video, Warner Music Vision - Форматы: DVD, VHS | —                         | —                         |
| The Cars Unlocked: The Live Performances          | - Выпущен: 17 октября, 2006 - Лейбл: Docurama, Warner Music Vision - Форматы: DVD+CD           | —                         | —                         |
| "—" обозначает релизы, которые не попали в чарты. |                                                                                                |                           |                           |

### Музыкальные видео
| Название                | Альбом         |
| ----------------------- | -------------- |
| "Just What I Needed"    | The Cars       |
| "My Best Friend's Girl" | The Cars       |
| "Let's Go"              | Candy-O        |
| "Double Life"           | Candy-O        |
| "Dangerous Type"        | Candy-O        |
| "Panorama"              | Panorama       |
| "Touch and Go"          | Panorama       |
| "Shake It Up"           | Shake It Up    |
| "Since You're Gone"     | Shake It Up    |
| "You Might Think"       | Heartbeat City |
| "Magic"                 | Heartbeat City |
| "Drive"                 | Heartbeat City |
| "Hello Again"           | Heartbeat City |
| "Why Can't I Have You"  | Heartbeat City |
| "Tonight She Comes"     | Greatest Hits  |
| "You Are The Girl"      | Door to Door   |
| "Strap Me In"           | Door to Door   |
| "Blue Tip"              | Move Like This |
| "Sad Song"              | Move Like This |
| "Free"                  | Move Like This |